# Bodiluddelingen 1961
Bodiluddelingen 1961 blev afholdt i 1961 i Palladium i København og markerede den 14. gang at Bodilprisen blev uddelt.
Kategorien "Bedste amerikanske film" skiftede ved denne uddeling navn til "Bedste ikke-europæiske film" for dermed at kunne inddæmme flere udenlandske film end blot film fra Europa og USA.

## Vindere
| Bedste mandlige hovedrolle                              | Bedste kvindelige hovedrolle            |
| ------------------------------------------------------- | --------------------------------------- |
| - Henning Moritzen for Forelsket i København            | - Lise Ringheim for Den sidste vinter   |
| Bedste mandlige birolle                                 | Bedste kvindelige birolle               |
| - ikke uddelt                                           | - ikke uddelt                           |
| Bedste danske film                                      | Bedste ikke-europæiske film             |
| - Den sidste vinter af Edvin Tiemroth og Anker Sørensen | - Tro og lidenskab af Luis Buñuel       |
| Bedste europæiske film                                  | Bedste dokumentarfilm                   |
| - Historien om en soldat af Grigori Chukhraj            | - Enden på legen af Theodor Christensen |

## Øvrige priser

### Æres-Bodil
- Dirch Passer